# Carlos Diego Ferreira
Carlos Diego Ferreira Neves (ur. 18 stycznia 1985 w Careiro da Várzea) – brazylijski zawodnik mieszanych sztuk walki (MMA). Od 2014 roku rywalizujący w UFC. Były mistrz LFA w wadze lekkiej.

## Wczesne życie
Ferreira urodził się w Careiro da Várzea, w Amazonas, w Brazylii. Dorastał grając w piłkę nożną. Pierwszą trenowaną przez niego sztuką walki była capoeira. W wieku 10 lat zaczął trenować brazylijskie jiu-jitsu. W 2008 roku przeniósł się do Stanów Zjednoczonych, aby rozwijać się w tym kierunku inspirując się ówczesnym idolem Ronaldo Souzą. Pomimo dość dobrych wyników w zawodach jiu-jitsu, nigdy nie zdobywał złota w dużych turniejach i był zmuszony zacząć uczyć tego sportu, aby zarobić na życie.

## Kariera MMA

### Wczesna kariera
W mieszanych sztukach walki zadebiutował 15 kwietnia 2011 roku, kiedy zmierzył się z Josephem Daily na STFC 15. Wygrał walkę przez niejednogłośną decyzję. Następnie zgromadził rekord 9:0, zdobywając również mistrzostwo Legacy Fighting Alliance w wadze lekkiej, pokonując Jorge Patino na Legacy FC 25. 
Tytuł mistrzowski zwakował w maju 2014 roku, kiedy podpisał kontrakt z Ultimate Fighting Championship.

### UFC
W swoim debiucie dla amerykańskiej organizacji zmierzył się z Coltonem Smithem podczas UFC Fight Night: Swanson vs. Stephens 28 czerwca 2014 roku. Wygrał walkę przez poddanie, które zostało nagrodzone bonusem za występ wieczoru.
W drugiej walce, którą odbył 30 sierpnia 2014 skrzyżował rękawice z Ramseyem Nijemem na gali UFC 177. Zwyciężył walkę przez techniczny nokaut wygrywając kolejny bonus, tym razem za walkę wieczoru.
Pierwszą zawodową porażkę odnotował 25 października 2014 roku na UFC 179, gdzie przegrał jednogłośną decyzją z Beneilem Dariushem.
Podczas UFC Fight Night 63, które miało miejsce 4 kwietnia 2015 roku został znokautowany w pierwszej rundzie przez Dustina Poiriera.
30 stycznia 2016 roku na UFC on Fox 18 zmierzył się z Olivierem Aubin-Mercierem. Wygrał walkę jednogłośną decyzją.
Oczekiwano, że 29 maja 2016 roku podczas UFC Fight Night 88 zawalczy z Abelem Trujillo, ale został usunięty z walki 13 maja po tym, jak ogłoszono, że naruszył politykę antydopingową. Zastąpił go debiutujący w organizacji Jordan Rinaldi.
21 grudnia 2016 roku zaakceptował 17-miesięczną sankcję amerykańskiej Agencji Antydopingowej za naruszenie przepisów antydopingowych po tym, jak zadeklarował stosowanie produktu, który zawierał zabronioną substancję. Otrzymał również pozytywny wynik testu na inną zabronioną substancję.
18 lutego 2018 roku podczas UFC Fight Night: Cowboy vs. Medeiros powrócił do walk, mierząc się z Jaredem Gordonem. Zwyciężył przez TKO w pierwszej rundzie.
Oczekiwano, że 8 grudnia 2018 roku na UFC 231 zmierzy się z Johnem Makdess, ale 28 listopada 2018 poinformowano, że jego rywal został usunięty z karty i zastąpiony przez Jesse Ronsona. 4 grudnia 2018 r. ogłoszono, że Ronson został wycofany z walki, ponieważ ważył zbyt dużo, aby bezpiecznie wykonać wagę lekką. Ostatecznie Ronsona zastąpił Kyle Nelson, którego Ferreira pokonał przez TKO w drugiej rundzie.
W kolejnym pojedynku zawalczył z Rustamem Chabiłowem na wydarzeniu UFC Fight Night 145. Podczas ważenia Ferreira przekroczył limit wagi lekkiej i został ukarany grzywną w wysokości 20% swojej gaży, która trafiła do jego przeciwnika Chabiłowa. Wygrał walkę jednogłośną decyzją.
11 maja 2019 roku na UFC 237 miało dojść do jego walki z Francisco Trinaldo, ale Ferreira został zmuszony do wycofania się z walki w dniu ważenia, ponieważ uznano go za niezdolnego do walki z powodu problemu z redukcją wagi. W rezultacie pojedynek został odwołany.
7 września 2019 roku wystąpił na gali UFC 242, gdzie skrzyżował rękawice z Majrbiekiem Tajsumowem. Odniósł zwycięstwo poprzez jednogłośną decyzję.
8 stycznia 2020 roku na UFC 246 zmierzył się z Anthonym Pettisem, którego poddał w drugiej rundzie. Jego wygrana została nagrodzona bonusem za występ wieczoru.
Na UFC Fight Night: Hermansson vs. Weidman w dniu 2 maja 2020 roku miał zmierzyć się z Drew Doberem, jednak 9 kwietnia Dana White, prezes UFC, ogłosił, że to wydarzenie zostało przełożone na przyszłą datę. Ferreira wycofał się 22 października z powodu choroby.
Rewanż z Beneilem Dariushem odbył 6 lutego 2021 roku podczas UFC Fight Night 184. Po wyrównanej walce Brazylijczyk ponownie musiał uznać wyższość rywala, przegrywając niejednogłośną decyzją. Pojedynek nagrodzono bonusem za walkę wieczoru.
8 maja 2021 roku na gali UFC on ESPN 24 zmierzył się z Gregorem Gillespie. Podczas ważenia ważył ponad limit wagi lekkiej. W rezultacie został ukarany grzywną w wysokości 30% swojej gaży, która trafiła do Gillespie. Ferreira przegrał walkę przez techniczny nokaut w drugiej rundzie. Walka została nagrodzona bonusem za walkę wieczoru, ale nie kwalifikował się do otrzymania nagrody po nie zrobieniu wagi.
2 października 2021 roku podczas UFC Fight Night 193 miał zawalczyć z Grantem Dawsonem, ale wycofał się z walki na początku września, powołując się na kontuzję.
W następnym pojedynku, który odbył się 19 grudnia 2021 roku podczas UFC Fight Night: Lewis vs. Daukaus skrzyżował rękawice z Mateuszem Gamrotem. Przegrał walkę przez TKO w drugiej rundzie po uderzeniu kolanem na żebro.
Po ponad rocznej przerwie, 20 maja 2023 na gali UFC Vegas 73 brutalnie znokautował doświadczonego Michaela Johnsona. Występ przyniósł mu kolejny bonus za występ wieczoru.
Podczas gali UFC on ESPN: Lewis vs. Nascimento, która odbyła się 11 maja 2024 w Saint Louis zmierzył się z Mateuszem Rębeckim. Zwyciężył przez techniczny nokaut w trzeciej rundzie.
18 stycznia 2025 roku na gali UFC 311 w Inglewood, zmierzył się z Amerykaninem, Grantem Dawsonem. Przegrał jednogłośnie na punkty.

## Życie prywatne
Przed podpisaniem kontraktu z UFC pracował jako sprzedawca w sklepie z materacami. Jest żonaty z Yvonne Ferreirą i ma troje dzieci.

## Osiągnięcia

### Mieszane sztuki walki
- LFA(inne języki)
  - 2013: Mistrz LFA(inne języki) w wadze lekkiej
- South Texas Fighting Championship
  - 2012: Mistrz STFC w wadze lekkiej
- MMAjunkie.com
  - 2023: Nokaut miesiąca[54]